# Mesalim
Mesalim o també Mesilim va ser un rei de Sumer, que també es titulava rei de Kix. El seu nom no consta a la Llista de reis sumeris però està constatat a l'evidència arqueològica i hauria estat rei de Kix a mitjan tercer mil·lenni aC. Va exercir una breu hegemonia cap al 2600 aC o 2550 aC.
El seu origen no està establert. El seu nom sembla semita i tenia com a deïtat tutelar a Ixtaran, venerat a Der, el que fa pensar que venia d'aquesta zona, però com que s'han trobat inscripcions a Adab, al Sumer Central i a Lagaix, ciutats on va construir temples, no pot assegurar-se res. Aquesta difusió de les inscripcions en tot cas correspon a un rei que governava en molts llocs. Se sap que al mateix temps a Lagaix governava un Ensi i Mesalim va fer d'àrbitre a una disputa fronterera entre el seu patesi (cap religiós) a Lagaix, de nom Lugal-sha-engur, i la veïna ciutat estat d'Umma, en un conflicte sobre els drets de reg de l'aigua d'un canal al límit entre les dues ciutats; va demanar consell al déu Satarana i després Mesilim va establir una nova frontera entre Lagaix i Umma, erigint un pilar per marcar-la, en el qual va escriure l'arbitratge; la solució no va ser permanent i un posterior rei d'Umma, de nom Ush, va destruir el pilar desafiant la decisió.
A mitjan segle XX el sumeriòleg E. Gordon va proposar la seva identificació amb Mesannepada d'Ur, que en algun moment del seu regnat va agafar el títol de rei de Kix; Thorkild Jacobsen va disputar la teopria i va arribar a la conclusió oposada.